# Борис Георгиев (р. 1929)
Вижте пояснителната страница за други личности с името Борис Георгиев.
Борис Георгиев Николов (с прякор Моката) е български спортист – треньор и състезател по бокс, първи в историята медалист на страната ни от олимпиада.
Печели бронзов медал в категория до 75 kg в боксовия турнир на летните олимпийски игри в Хелзинки през 1952 г. Играе в 289 мача, 54 от тях международни. Женен, с 2 деца.

## Биография
Роден е в Добрич на 6 или 10 март 1929 г. Баща му почива рано и майка му се грижи за него и четиримата му братя и сестра му. Учи в ОУ „Христо Ботев“ и в Мъжката гимназия (ХГ „Св. св. Кирил и Методий“) в Добрич. Завършва ВИФ „Георги Димитров“ с отличен успех.
Занимава се с бокс от 1945 г. В казармата тренира под ръководството на треньора на ЦСКА Константин Николов – Замората. В периода 1950 – 1957 г. е републикански шампион на България, става носител на купа „Странджа“ през 1955 г.
Участва в 3 европейски първенства – във Варшава през 1953 г., в Западен Берлин през 1955 г. и в Прага през 1957 г.
Участва в летните олимпийски игри в Хелзинки (1952) в категория до 75 kg, вместо в собствената си до 71 kg, тъй като Петър Станков не успява да се задържи в категорията си до 67 kg. и Николов му отстъпва мястото си. Николов печели последователно срещу Алфред Щюрмер, Терънс Гудинг и Дийтер Вемхьонер, като по този начин достига полуфиналите. Там губи от сребърния медалист Василе Тита. Носи знамето в церемонията на закриването на олимпийските игри. На олимпийските игри в Мелбърн (1956) участва в категория до 71 kg, където достига четвъртфинал срещу Збигнев Петжиковски.
Моката носи олимпийския огън по пътя му към Москва за игрите през 1980 г. и към Атина за игрите през 2004 г.
Работи в армията 33 години и достига чин подполковник от ВВС. Отговаря за физическата подготовка и спорта в поделението в Доброславци, където е в продължение на 33 години. В началото на 1990-те години е треньор в Добрич. Почива в София на 29 януари 2017 г.

## Признание
През 1987 г. е удостоен със сребърната огърлица на Международния олимпийски комитет. Удостоен е с орден „Стара планина“ първа степен от президента на Република България през 2010 г. Почетен гражданин на град Добрич от 1996 г.
На Борис Николов – Моката е наречена улица в квартал „Хладилника“ в София (Карта).

## Цитати
| „ | В усърдните тренировки се коват победите. | “ |